# هاو ريفر (كارولاينا الشمالية)
هاو ريفر (بالإنجليزية: Haw River, North Carolina)‏ هي بلدة أمريكية تقع في الولايات المتحدة في مقاطعة ألامانس، كارولاينا الشمالية. يقدر عدد سكانها بـ 2,298 نسمة ومساحتها 7.4 كم2 وترتفع عن سطح البحر 172 متر.

## التركيبة السكانية
حدّد مكتب تعداد الولايات المتحدة بيانات التركيبة السكانية لهاو ريفر في تعداد الولايات المتحدة. في ما يلي، التركيبة السكانية حسب تعدادي 2000 و2010.

### تعداد عام 2000
بلغ عدد سكان هاو ريفر 1,908 نسمة بحسب تعداد عام 2000، وبلغ عدد الأسر 828 أسرة وعدد العائلات 546 عائلة مقيمة في البلدة. في حين سجلت الكثافة السكانية 251.1 نسمة لكل كيلومتر مربع (650.3/ميل2). وبلغ عدد الوحدات السكنية 889 وحدة بمتوسط كثافة قدره 117 لكل كيلومتر مربع (303.0/ميل2).
وتوزع التركيب العرقي للبلدة بنسبة 88.99% من البيض و6.24% من الأمريكيين الأفارقة و0.16% من الأمريكيين الأصليين و0.42% من الأمريكيين ذوي الأصول الآسيوية و2.94% من الأعراق الأخرى و1.26% من عرقين مختلطين أو أكثر و6.76% من الهسبانيون أو اللاتينيون من أي عرق.
بلغ عدد الأسر 828 أسرة كانت نسبة 32.2% منها لديها أطفال تحت سن الثامنة عشر تعيش معهم، وبلغت نسبة الأزواج القاطنين مع بعضهم البعض 48.6% من أصل المجموع الكلي للأسر، ونسبة 13.5% من الأسر كان لديها معيلات من الإناث دون وجود شريك،  بينما كانت نسبة 3.9% من الأسر لديها معيلون من الذكور دون وجود شريكة وكانت نسبة 34.1% من غير العائلات. تألفت نسبة 28.5% من أصل جميع الأسر من عدة أفراد يعيشون في نفس المنزل ونسبة 12.6% كانت تتألف من شخص يعيش بمفرده يبلغ من العمر 65 عاماً أو أكثر. وبلغ متوسط حجم الأسرة المعيشية 2.30، أما متوسط حجم العائلات فبلغ 2.81.
بلغ العمر الوسطي للسكان 38.0 عاماً. وكانت نسبة 23.5% من القاطنين تحت سن الثامنة عشر، وكانت نسبة 7.3% بين الثامنة عشر والرابعة والعشرين عاماً، ونسبة 30.8% كانت واقعةً في الفئة العمرية ما بين الخامسة والعشرين والرابعة والأربعين عاماً، ونسبة 22.5% كانت ما بين الخامسة والأربعين والرابعة والستين، ونسبة 15.9% كانت ضمن فئة الخامسة والستين عاماً فما فوق. يوجد لكل 100 أنثى 89.7 ذكر، ويوجد لكل 100 أنثى في الثامنة عشر من عمرها فما فوق 87.2 ذكر.
بلغ متوسط دخل الأسرة في البلدة 30,859 دولارًا، أما متوسط دخل العائلة فبلغ 40,519 دولارًا. وكان متوسط دخل الذكور 30,250 دولارًا مقابل 20,250 دولارًا للإناث. وسجل دخل الفرد الخاص بالبلدة 15,853 دولارًا. وكانت نسبة 8.7% من العائلات ونسبة 11.7% من السكان تحت خط الفقر، وكان من هؤلاء نسبة 15.2% تحت سن الثامنة عشر ونسبة 10.2% في الخامسة والستين من العمر وما فوق.

### تعداد عام 2010
بلغ عدد سكان هاو ريفر 2,298 نسمة بحسب تعداد عام 2010، وبلغ عدد الأسر 921 أسرة وعدد العائلات 625 عائلة مقيمة في البلدة. في حين سجلت الكثافة السكانية 302.4 نسمة لكل كيلومتر مربع (783.2/ميل2). وبلغ عدد الوحدات السكنية 1,035 وحدة بمتوسط كثافة قدره 136.2 لكل كيلومتر مربع (352.8/ميل2).
وتوزع التركيب العرقي للبلدة بنسبة 75.89% من البيض و9.27% من الأمريكيين الأفارقة و0.44% من الأمريكيين الأصليين و0.91% من الأمريكيين ذوي الأصول الآسيوية و11.49% من الأعراق الأخرى و2% من عرقين مختلطين أو أكثر و16.06% من الهسبانيون أو اللاتينيون من أي عرق.
بلغ عدد الأسر 921 أسرة كانت نسبة 34.3% منها لديها أطفال تحت سن الثامنة عشر تعيش معهم، وبلغت نسبة الأزواج القاطنين مع بعضهم البعض 46.9% من أصل المجموع الكلي للأسر، ونسبة 16.1% من الأسر كان لديها معيلات من الإناث دون وجود شريك،  بينما كانت نسبة 4.9% من الأسر لديها معيلون من الذكور دون وجود شريكة وكانت نسبة 32.1% من غير العائلات. تألفت نسبة 27.5% من أصل جميع الأسر من عدة أفراد يعيشون في نفس المنزل ونسبة 10.2% كانت تتألف من شخص يعيش بمفرده يبلغ من العمر 65 عاماً أو أكثر. وبلغ متوسط حجم الأسرة المعيشية 2.49، أما متوسط حجم العائلات فبلغ 3.02.
بلغ العمر الوسطي للسكان 38.5 عاماً. وكانت نسبة 24.7% من القاطنين تحت سن الثامنة عشر، وكانت نسبة 8.2% بين الثامنة عشر والرابعة والعشرين عاماً، ونسبة 25.8% كانت واقعةً في الفئة العمرية ما بين الخامسة والعشرين والرابعة والأربعين عاماً، ونسبة 26.6% كانت ما بين الخامسة والأربعين والرابعة والستين، ونسبة 14.7% كانت ضمن فئة الخامسة والستين عاماً فما فوق. وتوزع التركيب الجنسي للسكان بنسبة 48.5% ذكور و51.5% إناث.

## أعلام
- ماكس ويلسون
- دبليو. كير سكوت
- روبرت دبليو. سكوت